# Llista de topònims de Sant Pol de Mar
Llista de topònims (noms propis de lloc) del municipi de Sant Pol de Mar, al Maresme
Informació actualitzada per un bot. Els canvis manuals es perdran quan s'actualitzi!

## assentament humà
| imatge | Nom          | Ubicat a        | instància de     | Detalls | coordenades                                       | Protecció | Commons (més fotos) | Dades a WD                    |
| ------ | ------------ | --------------- | ---------------- | ------- | ------------------------------------------------- | --------- | ------------------- | ----------------------------- |
|        | Can Balmanyà | Sant Pol de Mar | assentament humà |         | 41° 36′ 12″ N, 2° 37′ 28″ E / 41.6033°N,2.62444°E |           |                     | Modifica les dades a Wikidata |
|        | Can Vila     | Sant Pol de Mar | assentament humà |         | 41° 35′ 52″ N, 2° 36′ 40″ E / 41.5977°N,2.6112°E  |           |                     | Modifica les dades a Wikidata |

## cap
| imatge | Nom                | Ubicat a                | instància de | Detalls | coordenades                        | Protecció | Commons (més fotos) | Dades a WD                    |
| ------ | ------------------ | ----------------------- | ------------ | ------- | ---------------------------------- | --------- | ------------------- | ----------------------------- |
|        | Punta de Sant Pol  | Sant Pol de Mar         | cap          |         | 41° 36′ N, 2° 36′ E / 41.6°N,2.6°E |           |                     | Modifica les dades a Wikidata |
|        | Punta de la Sigala | Maresme Sant Pol de Mar | cap          |         | 41° 36′ N, 2° 36′ E / 41.6°N,2.6°E |           |                     | Modifica les dades a Wikidata |

## casa
| imatge | Nom                                                      | Ubicat a        | instància de | Detalls                                                                                    | coordenades                                                                                    | Protecció                                  | Commons (més fotos)                                          | Dades a WD                    |
| ------ | -------------------------------------------------------- | --------------- | ------------ | ------------------------------------------------------------------------------------------ | ---------------------------------------------------------------------------------------------- | ------------------------------------------ | ------------------------------------------------------------ | ----------------------------- |
|        | Ca l'Adroher                                             | Sant Pol de Mar | casa         | Estil: arquitectura eclèctica 1875                                                         | 41° 36′ 03″ N, 2° 37′ 19″ E / 41.60076°N,2.62181°E ca:C. Abat Deàs, 25 14 msnm                 | bé integrant del patrimoni cultural català | Ca l'Adroher                                                 | Modifica les dades a Wikidata |
|        | Ca l'Atilà                                               | Sant Pol de Mar | casa         |                                                                                            | 41° 36′ 11″ N, 2° 37′ 25″ E / 41.603055555556°N,2.6236111111111°E ca:Carrer Bonavista, 17      |                                            |                                                              | Modifica les dades a Wikidata |
|        | Cal Doctor Roura                                         | Sant Pol de Mar | casa         | Arquitecte: Ignasi Mas i Morell Estil: arquitectura modernista 1900s                       | 41° 35′ 59″ N, 2° 37′ 14″ E / 41.599724°N,2.620609°E ca:Carrer Consolat de Mar, 1-3            |                                            |                                                              | Modifica les dades a Wikidata |
|        | Can Coderch (Sant Pol de Mar)                            | Sant Pol de Mar | casa         | Estil: historicisme arquitectònic 1924                                                     | 41° 35′ 59″ N, 2° 37′ 13″ E / 41.59978°N,2.62025°E ca:C. de la Riera, 2-3                      | bé integrant del patrimoni cultural català | Torre del carrer de la Riera (Sant Pol de Mar)               | Modifica les dades a Wikidata |
|        | Can Jaume de la Punta                                    | Sant Pol de Mar | casa         | Estil: arquitectura neoclàssica 19th century                                               | 41° 36′ 05″ N, 2° 37′ 22″ E / 41.60133°N,2.62268°E ca:C. Abat Deàs, 3                          | bé integrant del patrimoni cultural català | Can Jaume de la Punta                                        | Modifica les dades a Wikidata |
|        | Can Planiol                                              | Sant Pol de Mar | casa         | Arquitecte: Ignasi Mas i Morell Estil: arquitectura modernista arquitectura eclèctica 1910 | 41° 36′ 02″ N, 2° 37′ 18″ E / 41.600632°N,2.621714°E ca:Carrer Abat Deàs, 30                   | bé integrant del patrimoni cultural català | Can Planiol                                                  | Modifica les dades a Wikidata |
|        | Can Sauleda                                              | Sant Pol de Mar | casa         | Estil: arquitectura eclèctica 19th century                                                 | 41° 36′ 03″ N, 2° 37′ 19″ E / 41.60091°N,2.62199°E ca:C. Abat Deàs, 17                         | bé integrant del patrimoni cultural català | Can Sauleda                                                  | Modifica les dades a Wikidata |
|        | Casa de Pescadors (Sant Pol de Mar)                      | Sant Pol de Mar | casa         | Estil: arquitectura popular 20th century                                                   | 41° 36′ 03″ N, 2° 37′ 23″ E / 41.60092°N,2.62302°E ca:Platja dels Pescadors                    | bé integrant del patrimoni cultural català | Casa de Pescadors (Sant Pol de Mar)                          | Modifica les dades a Wikidata |
|        | Caseta de la Maquinilla                                  | Sant Pol de Mar | casa         | Arquitecte: Ignasi Mas i Morell Estil: arquitectura popular 1932                           | 41° 36′ 05″ N, 2° 37′ 26″ E / 41.601266361°N,2.623860218°E ca:Platja de les Barques            | bé cultural d'interès local                | Caseta de la Maquinilla (Sant Pol de Mar)                    | Modifica les dades a Wikidata |
|        | Portal i finestra gòtica de la casa al carrer del Mar, 9 | Sant Pol de Mar | casa         | Estil: arquitectura gòtica 15th century                                                    | 41° 36′ 00″ N, 2° 37′ 16″ E / 41.59996°N,2.62103°E ca:C. del Mar, 9                            | bé integrant del patrimoni cultural català | Portal i finestra gòtica de la casa al carrer del Mar, 9     | Modifica les dades a Wikidata |
|        | Torre modernista                                         | Sant Pol de Mar | casa         | Estil: arquitectura modernista                                                             | 41° 35′ 59″ N, 2° 37′ 14″ E / 41.599722222222°N,2.6205555555556°E ca:Carrer Consolat del Mar   | bé integrant del patrimoni cultural català | Torre modernista (Sant Pol de Mar)                           | Modifica les dades a Wikidata |
|        | Torre modernista al passeig del Dr. Furest               | Sant Pol de Mar | casa         | Estil: arquitectura modernista                                                             | 41° 36′ 05″ N, 2° 37′ 33″ E / 41.601388888889°N,2.6258333333333°E ca:Passeig del Dr. Furest, 8 | bé integrant del patrimoni cultural català | Torre modernista al passeig del Dr. Furest (Sant Pol de Mar) | Modifica les dades a Wikidata |
|        | casa al carrer Abat Deàs                                 | Sant Pol de Mar | casa         | Estil: arquitectura popular 16th century                                                   | 41° 36′ 02″ N, 2° 37′ 18″ E / 41.60063°N,2.6218°E ca:C. Abat Deàs, 26-28                       | bé integrant del patrimoni cultural català | Casa al carrer Abat Deàs (Sant Pol de Mar)                   | Modifica les dades a Wikidata |
|        | casa al carrer Manzanillo, 67                            | Sant Pol de Mar | casa         | Estil: arquitectura eclèctica 19th century                                                 | 41° 36′ 08″ N, 2° 37′ 25″ E / 41.60216°N,2.62356°E ca:C. Manzanillo, 67                        | bé integrant del patrimoni cultural català | Casa al carrer Manzanillo (Sant Pol de Mar)                  | Modifica les dades a Wikidata |
|        | casa al carrer de la Plaça                               | Sant Pol de Mar | casa         | Estil: arquitectura modernista 19th century                                                | 41° 36′ 02″ N, 2° 37′ 17″ E / 41.600555555556°N,2.6213888888889°E ca:Carrer de la Plaça, 7     | bé integrant del patrimoni cultural català | Casa al carrer de la Plaça (Sant Pol de Mar)                 | Modifica les dades a Wikidata |
|        | casa al carrer del Mar, 31                               | Sant Pol de Mar | casa         | Estil: racionalisme arquitectònic 20th century                                             | 41° 36′ 02″ N, 2° 37′ 19″ E / 41.60042°N,2.62206°E ca:C. Consolat de Mar, 31                   | bé integrant del patrimoni cultural català | Casa al carrer del Mar, 31 (Sant Pol de Mar)                 | Modifica les dades a Wikidata |
|        | casa de carrer                                           | Sant Pol de Mar | casa         | Estil: arquitectura modernista 20th century                                                | 41° 36′ 08″ N, 2° 37′ 26″ E / 41.602222222222°N,2.6238888888889°E ca:Carrer Manzanillo, 69     | bé integrant del patrimoni cultural català | Casa de carrer (Sant Pol de Mar)                             | Modifica les dades a Wikidata |
|        | casa del carrer Bonavista, 19                            | Sant Pol de Mar | casa         | Arquitecte: Ignasi Mas i Morell Estil: arquitectura modernista                             | 41° 36′ 10″ N, 2° 37′ 26″ E / 41.602859°N,2.623758°E ca:Carrer Bonavista, 19                   |                                            |                                                              | Modifica les dades a Wikidata |
|        | les Tribunes (Sant Pol de Mar)                           | Sant Pol de Mar | casa         | Estil: arquitectura modernista 19th century                                                | 41° 36′ 05″ N, 2° 37′ 20″ E / 41.6013°N,2.62234°E ca:C. Manzanillo, 17 ca:C. Santa Victòria, 1 | bé integrant del patrimoni cultural català | Les Tribunes (Sant Pol de Mar)                               | Modifica les dades a Wikidata |

## entitat singular de població
| imatge | Nom                      | Ubicat a        | instància de                                                                   | Detalls  | coordenades                                                      | Protecció | Commons (més fotos) | Dades a WD                    |
| ------ | ------------------------ | --------------- | ------------------------------------------------------------------------------ | -------- | ---------------------------------------------------------------- | --------- | ------------------- | ----------------------------- |
|        | Bellavista i Bellaguarda | Sant Pol de Mar | entitat singular de població                                                   | 63 hab   | 41° 36′ 22″ N, 2° 35′ 41″ E / 41.60607°N,2.59465°E 109 msnm      |           |                     | Modifica les dades a Wikidata |
|        | Can Roca                 | Sant Pol de Mar | entitat singular de població                                                   | 27 hab   | 41° 36′ 31″ N, 2° 36′ 32″ E / 41.608623°N,2.608852°E 48 msnm     |           |                     | Modifica les dades a Wikidata |
|        | Can Valmanya             | Sant Pol de Mar | entitat singular de població                                                   | 149 hab  | 41° 36′ 10″ N, 2° 36′ 57″ E / 41.602905°N,2.615708°E 50 msnm     |           |                     | Modifica les dades a Wikidata |
|        | Can Villar               | Sant Pol de Mar | entitat singular de població                                                   | 364 hab  | 41° 35′ 55″ N, 2° 36′ 54″ E / 41.59865°N,2.615091°E 7 msnm       |           |                     | Modifica les dades a Wikidata |
|        | Jardins de Sant Pol      | Sant Pol de Mar | entitat singular de població                                                   | 59 hab   | 41° 36′ 01″ N, 2° 36′ 28″ E / 41.600278°N,2.607778°E 42 msnm     |           |                     | Modifica les dades a Wikidata |
|        | Marina                   | Sant Pol de Mar | entitat singular de població urbanització                                      | 49 hab   | 41° 36′ 13″ N, 2° 37′ 39″ E / 41.60351444°N,2.62757488°E 40 msnm |           |                     | Modifica les dades a Wikidata |
|        | Polígon Industrial       | Sant Pol de Mar | entitat singular de població polígon industrial                                | 0 hab    | 41° 36′ 32″ N, 2° 36′ 16″ E / 41.60895024°N,2.6045247°E 32 msnm  |           |                     | Modifica les dades a Wikidata |
|        | Sant Pol de Mar          | Sant Pol de Mar | entitat singular de població capital municipal ens local històric de Catalunya | 4329 hab | 41° 36′ 06″ N, 2° 37′ 03″ E / 41.60177°N,2.61741°E 24 msnm       |           |                     | Modifica les dades a Wikidata |
|        | Urbapol                  | Sant Pol de Mar | entitat singular de població                                                   | 347 hab  | 41° 36′ 31″ N, 2° 37′ 40″ E / 41.608666°N,2.627875°E 100 msnm    |           |                     | Modifica les dades a Wikidata |
|        | el Casarell              | Sant Pol de Mar | entitat singular de població urbanització                                      | 104 hab  | 41° 36′ 33″ N, 2° 37′ 25″ E / 41.60907702°N,2.62360648°E 64 msnm |           |                     | Modifica les dades a Wikidata |
|        | el Farell                | Sant Pol de Mar | entitat singular de població                                                   | 55 hab   | 41° 36′ 01″ N, 2° 36′ 09″ E / 41.600245°N,2.602493°E 75 msnm     |           |                     | Modifica les dades a Wikidata |
|        | el Morer                 | Sant Pol de Mar | entitat singular de població                                                   | 146 hab  | 41° 36′ 33″ N, 2° 37′ 56″ E / 41.609137°N,2.632101°E 34 msnm     |           |                     | Modifica les dades a Wikidata |
|        | el Sot de Golinons       | Sant Pol de Mar | entitat singular de població assentament humà                                  | 28 hab   | 41° 37′ 11″ N, 2° 37′ 43″ E / 41.61973°N,2.628608°E 100 msnm     |           |                     | Modifica les dades a Wikidata |
|        | les Roques Blanques      | Sant Pol de Mar | entitat singular de població                                                   | 90 hab   | 41° 35′ 39″ N, 2° 35′ 48″ E / 41.594161°N,2.59664°E 100 msnm     |           |                     | Modifica les dades a Wikidata |

## masia
| imatge | Nom                                 | Ubicat a        | instància de | Detalls                                  | coordenades                                                                      | Protecció                                  | Commons (més fotos)                   | Dades a WD                    |
| ------ | ----------------------------------- | --------------- | ------------ | ---------------------------------------- | -------------------------------------------------------------------------------- | ------------------------------------------ | ------------------------------------- | ----------------------------- |
|        | Cal Xai                             | Sant Pol de Mar | masia        |                                          | 41° 36′ 42″ N, 2° 37′ 37″ E / 41.6116°N,2.626808°E 65 msnm                       |                                            |                                       | Modifica les dades a Wikidata |
|        | Can Calella                         | Sant Pol de Mar | masia        |                                          | 41° 36′ 51″ N, 2° 37′ 36″ E / 41.6141454991343°N,2.62662687722975°E              |                                            |                                       | Modifica les dades a Wikidata |
|        | Can Gassons                         | Sant Pol de Mar | masia        |                                          | 41° 37′ 10″ N, 2° 37′ 41″ E / 41.6193206592091°N,2.62816947632068°E              |                                            |                                       | Modifica les dades a Wikidata |
|        | Can Gasòfia                         | Sant Pol de Mar | masia        |                                          | 41° 37′ 07″ N, 2° 37′ 41″ E / 41.6186178353977°N,2.62808949036089°E              |                                            |                                       | Modifica les dades a Wikidata |
|        | Can Gibert                          | Sant Pol de Mar | masia        |                                          | 41° 36′ 23″ N, 2° 37′ 55″ E / 41.606419°N,2.632067°E 34 msnm                     |                                            |                                       | Modifica les dades a Wikidata |
|        | Can Golinons                        | Sant Pol de Mar | masia        |                                          | 41° 37′ 31″ N, 2° 37′ 40″ E / 41.6253183979128°N,2.62783490585565°E              |                                            |                                       | Modifica les dades a Wikidata |
|        | Can Mascaró                         | Sant Pol de Mar | masia        |                                          | 41° 36′ 58″ N, 2° 37′ 27″ E / 41.6160383677778°N,2.6242754127932°E               |                                            |                                       | Modifica les dades a Wikidata |
|        | Can Tuietes                         | Sant Pol de Mar | masia        |                                          | 41° 36′ 28″ N, 2° 37′ 10″ E / 41.6078529966247°N,2.61947438608547°E              |                                            |                                       | Modifica les dades a Wikidata |
|        | Can Vila                            | Sant Pol de Mar | masia        |                                          | 41° 36′ 48″ N, 2° 38′ 07″ E / 41.6134438183762°N,2.63532061021222°E              |                                            |                                       | Modifica les dades a Wikidata |
|        | Casa Villà del Grau                 | Sant Pol de Mar | masia        | Estil: arquitectura popular 14th century | 41° 35′ 54″ N, 2° 36′ 59″ E / 41.59845°N,2.61629°E ca:Urbanització de Can Villà  | bé integrant del patrimoni cultural català | Casa Villà del Grau (Sant Pol de Mar) | Modifica les dades a Wikidata |
|        | Torre del Molí de la Murtra i masia | Sant Pol de Mar | masia torre  | 15th century                             | 41° 35′ 44″ N, 2° 36′ 02″ E / 41.595627°N,2.600445°E ca:Carretera N-II, km 661,5 | bé integrant del patrimoni cultural català | Torre del Molí de la Murtra i masia   | Modifica les dades a Wikidata |
|        | el Morer                            | Sant Pol de Mar | masia        |                                          | 41° 36′ 33″ N, 2° 37′ 56″ E / 41.6091190953946°N,2.63210455397763°E              |                                            |                                       | Modifica les dades a Wikidata |
|        | la Riera                            | Sant Pol de Mar | masia        |                                          | 41° 36′ 43″ N, 2° 36′ 22″ E / 41.6118074355179°N,2.60617690953275°E              |                                            |                                       | Modifica les dades a Wikidata |

## platja
| imatge | Nom                           | Ubicat a        | instància de | Detalls                | coordenades                                                            | Protecció | Commons (més fotos)                     | Dades a WD                    |
| ------ | ----------------------------- | --------------- | ------------ | ---------------------- | ---------------------------------------------------------------------- | --------- | --------------------------------------- | ----------------------------- |
|        | la Platjola (Sant Pol de Mar) | Sant Pol de Mar | platja       |                        | 41° 36′ 09″ N, 2° 37′ 44″ E / 41.60254029137418°N,2.6288525049468916°E |           | La Platjola                             | Modifica les dades a Wikidata |
|        | platja de Can Villar del Grau | Sant Pol de Mar | platja       |                        | 41° 35′ 53″ N, 2° 37′ 04″ E / 41.59818°N,2.61784°E                     |           | Platja de Can Villar del Grau           | Modifica les dades a Wikidata |
|        | platja de Sant Pol            | Sant Pol de Mar | platja       | Llarg: 275m Ample: 15m | 41° 35′ 59″ N, 2° 37′ 15″ E / 41.599599999745°N,2.6208000002604°E      |           | Platja de Sant Pol de Mar               | Modifica les dades a Wikidata |
|        | platja de la Mutra            | Sant Pol de Mar | platja       |                        | 41° 35′ 47″ N, 2° 36′ 43″ E / 41.59636111111111°N,2.6120555555555556°E |           | Platja de la Murtra                     | Modifica les dades a Wikidata |
|        | platja de les Barques         | Sant Pol de Mar | platja       |                        | 41° 36′ 04″ N, 2° 37′ 28″ E / 41.60112445034492°N,2.6245545287340533°E |           | Platja de les Barques (Sant Pol de Mar) | Modifica les dades a Wikidata |
|        | platja de les Escaletes       | Sant Pol de Mar | platja       |                        | 41° 36′ 06″ N, 2° 37′ 38″ E / 41.60164337977323°N,2.6272867725535956°E |           | Platja de les Escaletes                 | Modifica les dades a Wikidata |
|        | platja de les Roques Blanques | Sant Pol de Mar | platja       |                        | 41° 35′ 29″ N, 2° 35′ 48″ E / 41.5915°N,2.59672°E                      |           | Platja de les Roques Blanques           | Modifica les dades a Wikidata |
|        | platja del Morer              | Sant Pol de Mar | platja       |                        | 41° 36′ 13″ N, 2° 37′ 51″ E / 41.60353541304251°N,2.6309021200547194°E |           | Platja del Morer                        | Modifica les dades a Wikidata |

## Misc
| imatge | Nom                                  | Ubicat a        | instància de                                    | Detalls                                                                     | coordenades                                                                                                   | Protecció                                  | Commons (més fotos)                       | Dades a WD                    |
| ------ | ------------------------------------ | --------------- | ----------------------------------------------- | --------------------------------------------------------------------------- | --- | ------------------------------------------ | ----------------------------------------- | ----------------------------- |
|        | Búnquer de Sant Pol de Mar           | Sant Pol de Mar | búnquer                                         | Estil: arquitectura popular                                                 | 41° 35′ 47″ N, 2° 36′ 42″ E / 41.5964°N,2.61176°E ca:Platja de Sant Pol                                       | bé integrant del patrimoni cultural català | Búnquer de Sant Pol de Mar                | Modifica les dades a Wikidata |
|        | Can Pi                               | Sant Pol de Mar | nucli de població                               |                                                                             | 41° 36′ 18″ N, 2° 37′ 34″ E / 41.605132°N,2.626238°E 52 msnm                                                  |                                            |                                           | Modifica les dades a Wikidata |
|        | Cornises de Ca l'Atilà               | Sant Pol de Mar | element arquitectònic                           | Estil: arquitectura modernista 20th century                                 | 41° 36′ 11″ N, 2° 37′ 25″ E / 41.603055555556°N,2.6236111111111°E ca:Carrer Bonavista, 17                     | bé integrant del patrimoni cultural català | Cornises de Ca l'Atilà (Sant Pol de Mar)  | Modifica les dades a Wikidata |
|        | Escoles públiques                    | Sant Pol de Mar | edifici                                         | Arquitecte: Ignasi Mas i Morell Estil: arquitectura modernista 20th century | 41° 36′ 06″ N, 2° 37′ 19″ E / 41.601666666667°N,2.6219444444444°E ca:C. Santa Clara, 2-4 ca:C. Santa Victòria | bé integrant del patrimoni cultural català | Escoles públiques de Sant Pol de Mar      | Modifica les dades a Wikidata |
|        | Estació de Sant Pol de Mar           | Sant Pol de Mar | estació de ferrocarril                          |                                                                             | 41° 36′ 06″ N, 2° 37′ 29″ E / 41.60172222222222°N,2.6246111111111112°E                                        |                                            | Sant Pol de Mar train station             | Modifica les dades a Wikidata |
|        | Restaurant Sant Pau                  | Sant Pol de Mar | restaurant                                      | 1988                                                                        | 41° 36′ 09″ N, 2° 37′ 25″ E / 41.6025°N,2.62361111°E                                                          |                                            | Restaurant Sant Pau (Sant Pol de Mar)     | Modifica les dades a Wikidata |
|        | Sant Jaume de Sant Pol de Mar        | Sant Pol de Mar | església                                        | Estil: gòtic flamíger gòtic tardà 15th century                              | 41° 36′ 00″ N, 2° 37′ 13″ E / 41.60008°N,2.62036°E ca:C. Abat Deàs, 47                                        | bé integrant del patrimoni cultural català | Església de Sant Jaume de Sant Pol de Mar | Modifica les dades a Wikidata |
|        | Torre Martina                        | Sant Pol de Mar | torre de defensa                                |                                                                             | 41° 35′ 49″ N, 2° 36′ 14″ E / 41.5969287971207°N,2.60395151369815°E                                           | bé integrant del patrimoni cultural català |                                           | Modifica les dades a Wikidata |
|        | Torre del Morè                       | Sant Pol de Mar | torre de sentinella                             |                                                                             | 41° 36′ 44″ N, 2° 37′ 43″ E / 41.612096666666666°N,2.628581666666667°E                                        |                                            |                                           | Modifica les dades a Wikidata |
|        | Turó de Can Tiril                    | Sant Pol de Mar | muntanya                                        |                                                                             | 41° 36′ 45″ N, 2° 37′ 00″ E / 41.61237778°N,2.61664167°E 195.5 msnm                                           |                                            |                                           | Modifica les dades a Wikidata |
|        | casa consistorial de Sant Pol de Mar | Sant Pol de Mar | casa consistorial                               |                                                                             | 41° 36′ 00″ N, 2° 37′ 17″ E / 41.6001302°N,2.6212699°E                                                        |                                            | Ajuntament de Sant Pol de Mar             | Modifica les dades a Wikidata |
|        | mar Mediterrània                     |                 | mar interior mar mediterrani conca hidrogràfica | Superfície: 2500000km² Profunditat: 5267 1541m Volum: 3839000km³            | 38° N, 17° E / 38°N,17°E 0 msnm                                                                               |                                            | Mediterranean Sea                         | Modifica les dades a Wikidata |